# بروكس بارنارد
بروكس بارنارد (بالإنجليزية: Brooks Barnard)‏ هو لاعب كرة قدم أمريكية أمريكي، ولد في 4 نوفمبر 1979.